# Astronomical Society of the Pacific
De Astronomical Society of the Pacific (ASP), met hoofdzetel in San Francisco, is een internationale non-profitvereniging van professionele en amateur-astronomen, met de bedoeling kennis over de astronomie te verspreiden en interesse ervoor te bevorderen. Ze legt contacten tussen beide groepen astronomen, en ontwikkelt educatieve programma’s, spellen en documentatie, gericht op het onderwijs en het algemene publiek. Daarnaast kent de ASP ook jaarlijks een aantal prijzen toe, waaronder de prestigieuze Catherine Wolfe Bruce Gold Medal. 

## Geschiedenis
De vereniging ontstond in 1889 naar aanleiding van de zonsverduistering die op 1 januari van dat jaar zichtbaar was in Californië. Toenmalig directeur van het Lick-observatorium (Mount Hamilton) in Californië, Edward S. Holden had een pamflet geschreven voor het publiek hoe ze de verduistering konden bekijken en fotograferen. Daarop organiseerde Charles Burckhalter, leraar en directeur van het Chabot Observatory in Oakland, een groep amateur astronomen die bijzonder waardevolle foto’s kon maken van de totale zonsverduistering. Holden stelde toen voor er een permanente vereniging van te maken.
Al snel zouden niet enkel astronomen van Californië aansluiten, maar ook astronomen van andere staten en landen. De vereniging breidde uit en werkt sindsdien met een aantal stafmedewerkers. Belangrijke astronomen zoals Edwin Hubble, Harlow Shapley, Carl Sagan en Clyde Tombaugh publiceerden in het wetenschappelijk tijdschrift van de vereniging, de Publications of the Astronomical Society of the Pacific (PASP). Ter gelegenheid van haar eeuwfeest in 1989 vond de ASP een onderkomen in een eigen kantoor in San Francisco. Met de opkomst en verspreiding van de personal computers is ook de website en het aanmaken van digitaal educatief materiaal belangrijk geworden. 
Enkele belangrijke voorzitters van de vereniging :
- Heber Curtis, 1912
- Edwin Hubble in 1933
- George Abell, 1969 – 1971
- Geoffrey Burbidge, 1975 - 1977
- Sidney Wolff, 1985 – 1987
- Frank Drake, 1989 - 1991